# رنه سیمونو
رنه سیمونو (فرانسوی: Renée Simonot‎؛ زادهٔ ۱۰ سپتامبر ۱۹۱۱ – درگذشتهٔ ۱۱ ژوئیهٔ ۲۰۲۱) بازیگر تئاتر و سینما و صداپیشه اهل فرانسه بود.